# Холли (фильм, 2023)
«Холли» (фр. Holly) — фильм бельгийского режиссёра Фин Трох с Каталиной Геераертс и Феликсом Херемансом в главных ролях. Его премьера состоялась в рамках основной программы 80-го Венецианского кинофестиваля 7 сентября 2023 года.

## Сюжет
Главная героиня фильма — 15-летняя девочка Холли, которая открывает в себе дар предвидения.

## В ролях
- Каталина Геераертс — Холли
- Феликс Хереманс — Барт

## Премьера и оценки
Фильм показали 7 сентября 2023 года на 80-м Венецианском кинофестивале. Он был включён в основную программу и претендовал на «Золотого льва», но остался без наград. 22 ноября «Холли» вышла в театральный прокат в Бельгии, 7 марта 2024 года — в Нидерландах.
На Аррасском кинофестивале в ноябре 2023 года «Холли» получила одну из наград. На сайте-агрегаторе рецензий Rotten Tomatoes у фильма рейтинг 64 % при средней оценке 5,7 из 10.